# Héctor Tapia
Héctor Santiago Tapia Urdile (* 30. September 1977 in Santiago de Chile) ist ein ehemaliger chilenisch-italienischer Fußballspieler.

## Vereinskarriere
Tapia besitzt die Staatsbürgerschaften von Chile und Italien. Er begann seine Karriere bei Colo-Colo und spielte danach unter anderem bei AC Perugia, Colo-Colo, OSC Lille und Cruzeiro Belo Horizonte. Danach wechselte er für eine Saison zu Unión Española, bevor er vom FC Thun verpflichtet wurde, um das dortige Stürmerproblem zu lösen. Im Jahr 2009 stand er bei CD Palestino unter Vertrag, wo er seine Laufbahn beendete.

## Nationalmannschaft
Tapia gehörte der Nationalmannschaft Chiles an und absolvierte für diese zwischen 1997 und 2004 14 Länderspiele, in denen er drei Tore erzielte. Im Jahr 2000 gewann er mit der chilenischen Auswahl die Bronzemedaille bei den Olympischen Sommerspielen in Sydney, kam dabei aber in keinem Spiel zum Einsatz.

## Trainerkarriere
2013 startete Tapia seine erste Trainerstation bei CSD Colo-Colo. Nach Everton de Viña del Mar in 2016 kam er wieder zu Colo-Colo zurück und trainierte den Klub 2018. Nach dem ersten Trainerjob im Ausland bei Real Garcilaso in Peru kam er nach Chile zurück. Zuerst trainierte er Deportes Antofagasta und anschließend Coquimbo Unido, mit denen er den Aufstieg in die Primera División schaffte. Im Januar 2022, noch vor Saisonstart, trat Tapia aus persönlichen Gründen zurück.